# Edgar Pedersen
Edgar Pedersen (Koppenhága, 1930. június 28. –) dán nemzetközi labdarúgó-játékvezető.

## Pályafutása

### Nemzetközi játékvezetés
A Dán labdarúgó-szövetség Játékvezető Bizottsága (JB) terjesztette fel nemzetközi játékvezetőnek, a Nemzetközi Labdarúgó-szövetség (FIFA) 1973-tól tartotta nyilván bírói keretében. Több nemzetek közötti válogatott és klubmérkőzést vezetett. A dán nemzetközi játékvezetők rangsorában, a világbajnokság-Európa-bajnokság sorrendjében többedmagával a 27. helyet foglalja el 1 találkozó szolgálatával. Az aktív nemzetközi játékvezetéstől 1975-ben búcsúzott. Válogatott mérkőzéseinek száma: 4.

#### Európa-bajnokság
Az európai-labdarúgó torna döntőjéhez vezető úton Jugoszláviába az V., az 1976-os labdarúgó-Európa-bajnokságra az UEFA JB játékvezetőként foglalkoztatta.

##### 1976-os labdarúgó-Európa-bajnokság

###### Selejtező mérkőzés
| Időpont         | Helyszín               | Mérkőzés típusa           | Mérkőzés             | Eredmény | Nézők száma |
| --------------- | ---------------------- | ------------------------- | -------------------- | -------- | ----------- |
| 1975. június 9. | Ullevaal Stadion, Oslo | előselejtező (3. csoport) | Norvégia–Jugoszlávia | 1 : 3    | 19 862      |